# میلان اوه‌نسکو
میلان اوه‌نسکو (انگلیسی: Milan Ohnisko؛ زادهٔ ۱۶ ژوئیهٔ ۱۹۶۵)  شاعر و ویراستار اهل کشور جمهوری چک است. پس از ترک دو مدرسه متوسطه قبل از فارغ التحصیلی از یکی از آنها، در بسیاری از مشاغل یدی کار کرد. او همچنین انتشارات خود و یک کتابفروشی داشت. در حال حاضر او به عنوان ویراستار آزاد کار می کند.